# Александровка (Солонешенський район)
Алекса́ндровка (рос. Александровка) — село у складі Солонешенського району Алтайського краю, Росія. Входить до складу Сибірячихинської сільської ради.

## Населення
Населення — 101 осіб (2010; 111 у 2002).
Національний склад (станом на 2002 рік):
- росіяни — 98 %